# The Longshots
The Longshots es una película biográfica familiar de comedia-dramática de 2008 película de deportes basada en los acontecimientos de la vida real de Jasmine Plummer, la primera mujer en participar en el torneo de Pop Warner de fútbol.
La película está protagonizada por Ice Cube y Keke Palmer, su segunda película juntos después de Barbershop 2: Back in Business. Está dirigida por el líder de Limp Bizkit, Fred Durst.

## Trama
La película comienza en Minden, Illinois, una ciudad antigua fábrica, sin dinero y un equipo de fútbol patético. Curtis Plummer, un exjugador de fútbol hacia abajo y hacia afuera se va a ninguna parte, hasta que conoce a su sobrina de Jasmine, la hija de su hermano, que no es buena. Jasmine ha desgastado el reloj de su padre desde que salió hace cinco años, con la esperanza de que volverá. Su madre Claire le pide a Curtis para cuidar de Jasmine después de la escuela, ya que Claire tiene que trabajar en el restaurante de la ciudad. Curtis se da cuenta de que Jasmine tiene un talento para lanzar una pelota de fútbol, que se nutre en una pasión por el juego. A continuación, la convence para probar para el equipo de fútbol Pop Warner de la ciudad, los Minden Browns, porque piensa que sería bueno para ella y para el equipo. El equipo, incluido el entrenador, están en contra, pero sus habilidades para ganar un lugar en el equipo. Sin embargo, el entrenador la mantiene en el banco. En el cuarto juego, después de mucha insistencia de Curtis, el entrenador pone a Jasmine en el juego, y aunque pierden, todo el mundo, dice que podrían haber ganado si hubiera jugado desde el principio. Jasmine se convierte en el mariscal de campo titular y los Browns Minden se convierte en un equipo ganador.
Todo va muy bien, hasta que el entrenador Fisher tiene un ataque al corazón, y el entrenador asistente pide a Curtis para ayudar a entrenar al equipo a través de los dos últimos partidos. Duda al principio, pero finalmente se convenció. Ganan los dos partidos y son capaces de ir a la Pop Warner de Super Bowl, en Miami Beach. El padre de Jasmine, Roy, de repente aparece después de que él la ve en la televisión. Claire y Curtis están contentos con su regreso, pero Jasmine está en éxtasis.
Los Browns son capaces de ir al Super Bowl después de levantar el dinero para el viaje, incluyendo la donación de sus ahorros de Curtis. Jasmine juega mal en la primera mitad, cuando su padre no aparece. Curtis le habla a través de sus sentimientos hacia su padre y Minden reuniones para la segunda mitad. Sin embargo, pierden el juego después de que un compañero de equipo, dejará caer el balón en la última jugada. Ellos se alegran de que hicieron todo lo posible. Después de volver, Jasmine da a Roy vuelta el reloj, lo corta de su vida. A continuación, acepta a su tío Curtis como una figura paterna.

## Reparto
- Ice Cube como Curtis Plummer.
- Keke Palmer como Jasmine Plummer.
- Matt Craven como el entrenador Fisher.
- Dash Mihok como Cyrus.
- Tasha Smith como Claire Plummer.
- Jill Marie Jones como Ronnie Macer.
- Kofi Siriboe como Javy Hall.
- Shane Kaufman como Rodríguez.
- Garret Morris como el reverendo Pratt.
- Alan Aisenberg como "Feather".
- Michael Colyar como Ennis.
- Earthquake como Karl.
- Chloe Bridges como Tammy Anderson.
- Debby Ryan como Edith.

## Lanzamiento

### Respuesta crítica
The Longshots recibió en general críticas mixtas. Revisión agregador de Rotten Tomatoes dijo el 41% de los críticos le dieron una opinión positiva. el consenso es: "The Longshots tiene buenas intenciones, pero es un asunto de gran fórmula, rara vez se desvía de la película del libro de jugadas de inspiración deportiva."

### Taquilla
The Longshots se estrenó el 22 de agosto de 2008 y recaudó 4,080,687 dólares en su primera semana. Se ha recaudado 11.767.866 dólares en todo el mundo.

### Estreno en DVD
The Longshots fue lanzado en DVD el 2 de diciembre de 2008. Se posicionó #18 en la tabla de ventas de DVD, la venta de 143.000 unidades para ingresos de $2.858.950. Según las últimas cifras, 471.000 unidades de DVD se han vendido, que se traduce en 9.179.131 dólares en ingresos.

## Lugares de rodaje
La película fue filmada principalmente en el noroeste de Louisiana con la mayoría en la pequeña ciudad de Minden. Fue filmada en la Minden High School y la Webster Parish Alternative School. El "Super Bowl" fue filmado en Shreveport, Louisiana en Calvary Baptist Academy.